# Комарин (Могилёвская область)
Кома́рин, Кома́рино (бел. Камарын; бел. Камарына) — деревня в составе Вязьевского сельсовета Осиповичского района Могилёвской области Белоруссии.

## Этимология
Очевидная славянская основа «комар». Топоним образован от фамилий Комар, Комаров, Комарович. В. А. Жучкевич в виде исключения допускает возможность образования топонима от характеристики места — «комариное».

## Географическое положение
Комарино расположено в 5 км на север от Осиповичей и от ж/д станции Осиповичи, в 130 км от Могилёва. На восток от деревни протекает река Синяя. Рядом с деревней пролегает автодорога Минск — Бобруйск. Планировку составляют две обособленные части. Через Комарино пролегает прямолинейная улица, по обеим сторонам которой возведены деревянные дома усадебного типа.

## История
В 0,8 км на север от Комарино в урочище Устье, возле впадения реки Синяя в Свислочь, археологами было обнаружено селище раннего железного века. Тут же был обнаружен курган эпохи Киевской Руси, принадлежавший дреговичам (XI—XIII века). В 0,5 км на юг от деревни был найден ещё один древний курган. Все эти объекты в совокупности являются свидетельствами заселения этих мест в древности.
Комарино впервые упоминается с начала XX века. В 1917 году представляло собой застенок в Погорельской волости Игуменского уезда Минской губернии. Колхоз под названием «Ударник» был организован здесь в 1931 году.
Во время Великой Отечественной войны на фронте погибли 16 жителей деревни.

## Население
- 1917 год — 25 человек, 3 двора[1]
- 1926 год — 42 человека, 9 дворов[1]
- 1940 год — 76 человек, 19 дворов[1]
- 1959 год — 74 человека[1]
- 1970 год — 47 человек[1]
- 1986 год — 21 человек, 12 хозяйств[1]
- 2007 год — 6 человек, 5 хозяйств[1]

## Комментарии
1. ↑  Название Комарин бел. Камарын) и ударение даны по: Назвы населеных пунктаў Рэспублікі Беларусь: Магілёўская вобласць: нарматыўны даведнік / І. А. Гапоненка і інш.; пад рэд. В. П. Лемцюговай. — Минск: Тэхналогія, 2007. — С. 59. — 406 с. — ISBN 978-985-458-159-0.